# Хепи Вали (Аљаска)
Хепи Вали (енгл. Happy Valley) насељено је место без административног статуса у америчкој савезној држави Аљаска.

## Демографија
По попису из 2010. године број становника је 593, што је 104 (21,3%) становника више него 2000. године.
| Група             | 2000.       | 2010.       |
| Белци             | 425 (86,9%) | 512 (86,3%) |
| Афроамериканци    | 0 (0,0%)    | 1 (0,2%)    |
| Азијати           | 2 (0,4%)    | 2 (0,3%)    |
| Хиспаноамериканци | 14 (2,9%)   | 12 (2,0%)   |
| Укупно            | 489         | 593         |